# Iglesia católica en Austria

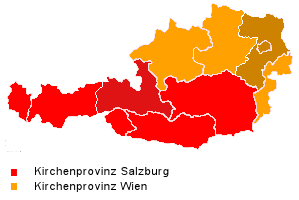
Las provincias eclesiásticas austriacas.

La Iglesia católica es la Iglesia cristiana mayoritaria en Austria, a la que pertenece el 52,0 % de la población.

## Bautizados, creyentes y practicantes
Después de la Segunda Guerra Mundial la proporción de familias católicas en Austria se estancó: tanto en 1951 como en 1961 los católicos representaban el 89% de la población total.
El número de católicos, en valores absolutos, aumentó ligeramente en 1971, que ha sido cuando alcanzó su máximo. Sin embargo, ya desde 1961, la proporción de católicos en el total de la población empezó a disminuir debido a la aparición de la migración de miembros de otras religiones y por el aumento de personas sin adscripción religiosa a 321.000 en 1971. 
La disminución de la proporción de católicos en Austria fue más fuerte a partir de 1971, con el número total de católicos disminuyendo mientras que el número de personas sin adscripción religiosa aumentó a 1.997.700 personas en 2021.
No sólo disminuye el número de católicos cada año, como puede verse en el cuadro adjunto, sino que el número de asistentes a misas de precepto disminuye año a año. Según las estadísticas de la propia iglesia austríaca, en 2021 asistieron habitualmente un máximo de 281.131 personas (el 3,1 % de la población total) en comparación con los 931.225 (el 11,6% de la población total) en el 2001.

## Estructura
La Iglesia católica en Austria está dividida territorialmente en dos provincias eclesiásticas con un total de nueve diócesis (dos de ellas, archidiócesis). Cuenta con un obispo castrense, con jurisdicción en todo el territorio austríaco pero solo sobre los fieles católicos en las fuerzas armadas austriacas, que además es obispo titular de Wiener Neustadt. Austria tiene también una abadía territorial sujeta directamente a la Santa Sede.
Los límites territoriales de las nueve diócesis siguen en gran parte, pero no coinciden totalmente, con los límites de los Estados federados de Austria. La más notable diferencia la presenta la Archidiócesis de Viena, que incluye la parte oriental del estado de Baja Austria (capital Sankt Pölten).

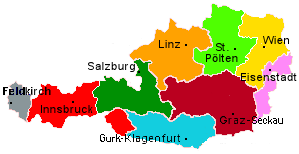
Las diócesis de Austria en 1968.

### Provincia eclesiástica de Salzburgo
- Archidiócesis de Salzburgo
  - Diócesis de Feldkirch
  - Diócesis de Graz-Seckau
  - Diócesis de Gurk-Klagenfurt
  - Diócesis de Innsbruck

### Provincia eclesiástica de Viena
- Archidiócesis de Viena
  - Diócesis de Eisenstadt
  - Diócesis de Linz
  - Diócesis de Sankt Pölten

### Iglesias particularesde inmediación directa con la Santa Sede
- Abadía Territorial de Wettingen-Mehrerau
- Ordinariato Militar de Austria

### Diócesis titular
- Arzobispado de Lorch (restablecido en 1968, para el arzobispo-diplomático de la Curia romana Girolamo Prigione)
- Obispado de Wiener Neustadt (restablecido en 1990, ocupado por tradición por el obispo castrense de las fuerzas armadas de Austria)

## Estadísticas
En 2020 Austria tenía 3.016 parroquias católicas, servidas por 3.257 sacerdotes (de los cuales 1.325 eran religiosos ordenados). La Iglesia católica austríaca cuenta con 34 obispos de los cuales uno es cardenal, cinco son arzobispos y dos abades-obispos.